# Miszmar ha-Emek
Miszmar ha-Emek (hebr. משמר העמק; ang. Mishmar HaEmeq, lub także Mishmar HaEmek; pol. Strażnik Doliny) – kibuc położony w Samorządzie Regionu Megiddo, w Dystrykcie Północnym, w Izraelu. Członek Ruchu Kibuców (Ha-Tenu’a ha-Kibbucit).

## Położenie
Kibuc Miszmar ha-Emek jest położony na wysokości od 80 do 140 metrów n.p.m. na północno-wschodnich zboczach Wyżyny Manassesa, która opada do Doliny Jezreel w Dolnej Galilei, na północy Izraela. Na północ i wschód od kibucu rozciągają się pola uprawne Doliny Jezreel, natomiast po stronie południowej i zachodniej wznoszą się zalesione wzgórza Giwat Kipod (252 m n.p.m.) oraz Giwat Ka’at (253 m n.p.m.). Wzdłuż północnego skraju osady przepływa strumień Miszmar ha-Emek, który na zachodzie wcina się między wzgórza głębokim wadi. Dalej na północy płynie strumień Paga, a na południu strumień Jicchar. W jego otoczeniu znajduje się miasto Jokne’am, miejscowość Ma’ale Iron, kibuce Ha-Zore’a, Galed, En ha-Szofet i Ramat ha-Szofet, moszawy Kefar Jehoszua, Kefar Baruch, Ha-Jogew i Midrach Oz, oraz wioska komunalna En ha-Emek. Na północ od kibucu jest baza lotnicza Ramat Dawid.
Miszmar ha-Emek jest położony w Samorządzie Regionu Megiddo, w Poddystrykcie Jezreel, w Dystrykcie Północnym Izraela.

## Historia

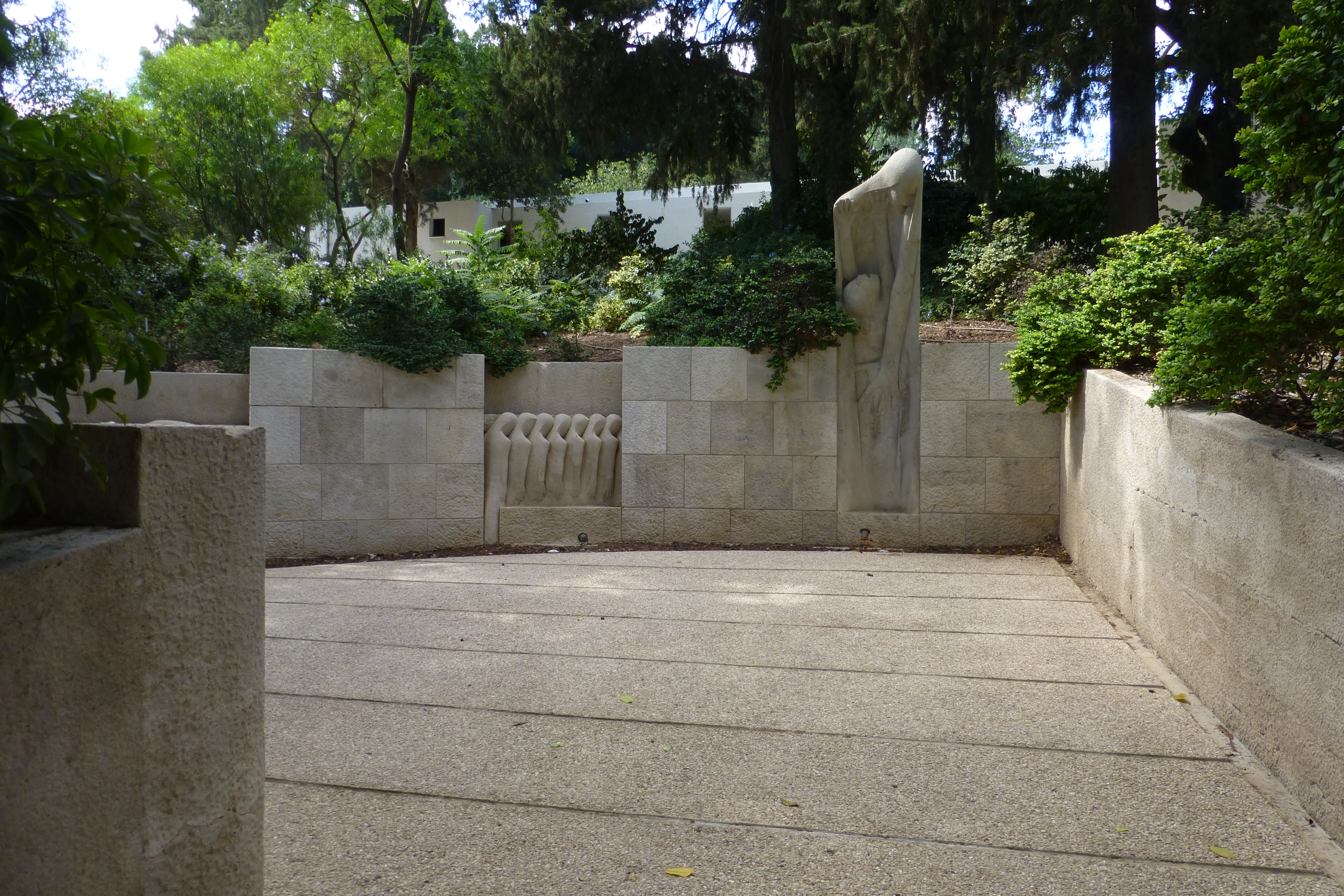
Pomnik ofiar Holokaustu w Miszmar ha-Emek

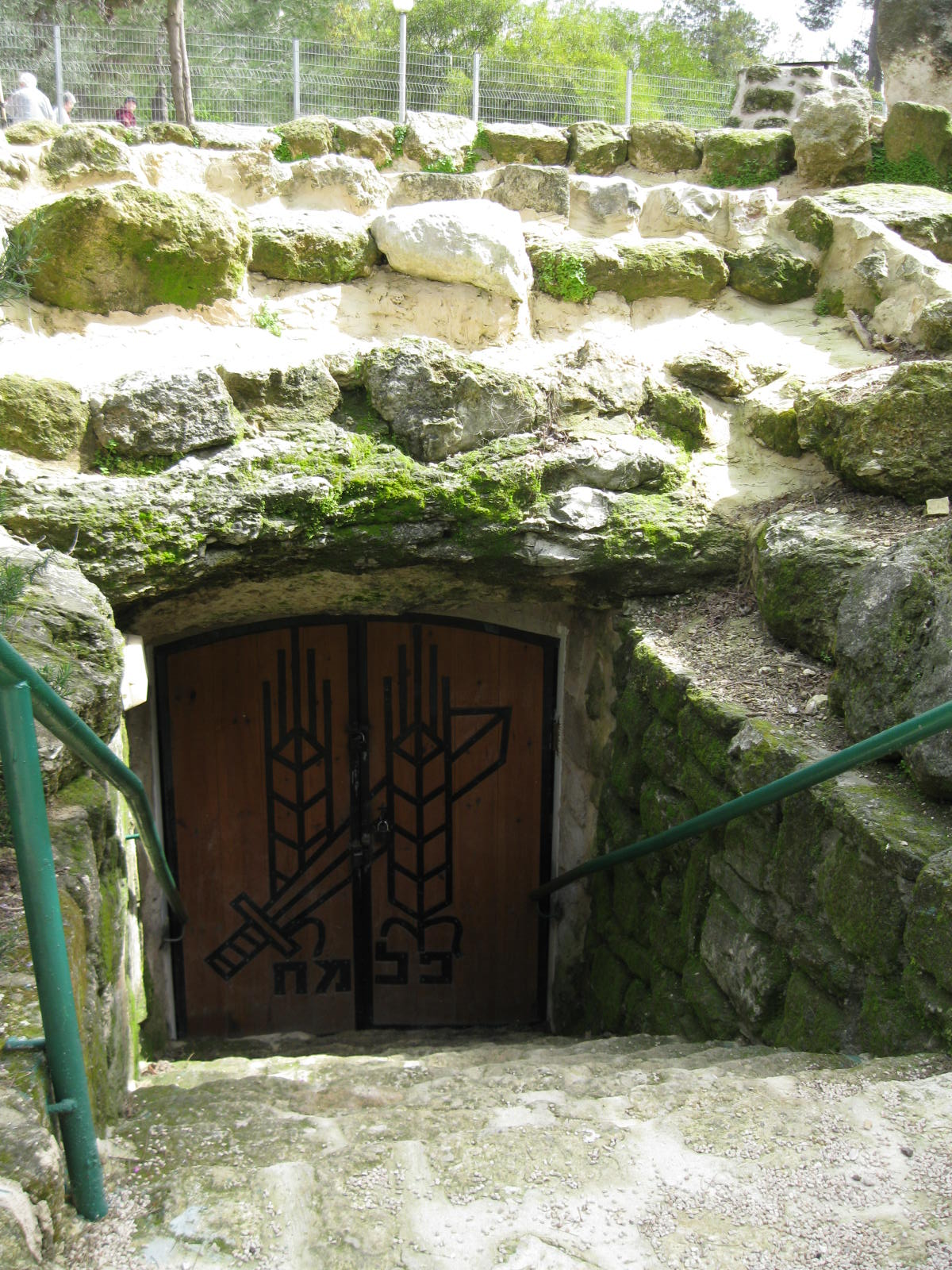
Wejście do Jaskini Palmach przy kibucu

Pierwotnie w okolicy tej znajdowały się trzy arabskie wioski Abu Szusza, al-Ghubaja at-Tahta i al-Ghubaja al-Fauka. W wyniku I wojny światowej w 1918 roku cała Palestyna przeszła pod panowanie Brytyjczyków, którzy w 1922 roku formalnie utworzyli na tym obszarze Mandat Palestyny. Umożliwiło to w kolejnych latach rozwój osadnictwa żydowskiego w Palestynie. W takich okolicznościach, w latach 20. XX wieku żydowskie organizacje syjonistyczne zaczęły wykupywać pierwsze grunty w Dolinie Jezreel. W takich okolicznościach w dniu 3 listopada 1926 roku został założony kibuc Miszmar ha-Emek.
Grupa założycielska kibucu zawiązała się już w 1922 roku. W jej skład weszli młodzi żydowscy imigranci z Polski, którzy byli członkami młodzieżowej organizacji syjonistycznej Ha-Szomer Ha-Cair. Początkowo zamieszkali w osadzie Newe Sza’anan (obecnie dzielnica Hajfy), gdzie zdobywali potrzebne doświadczenie rolnicze i budowlane. Pracowali między innymi przy budowie drogi i osuszaniu bagien w rejonie moszawu Nahalal. W 1925 roku przyjechali do Afuli, która stanowiła centrum żydowskiego osadnictwa w Dolinie Jezreel. Oczekiwali tutaj na decyzję Żydowskiego Funduszu Narodowego w sprawie przyznania ziemi pod założenie nowej osady rolniczej. W międzyczasie dołączyli do nich członkowie innych grup osadniczych. W dniu 3 listopada 1926 roku grupa 15 pionierów zamieszkała w wykupionym zabytkowym budynku przy arabskiej wiosce Abu Szusza, zakładając w ten sposób kibuc Miszmar ha-Emek. Rok później przenieśli się do obecnej lokalizacji kibucu. Jego nazwę (w języku polskim Strażnik Doliny) zaproponował Menachem Usyszkin. Miała ona przypominać rolę organizacji Ha-Szomer Ha-Cair w założeniu kibucu, ale jednocześnie odwoływać się do działalności żydowskiej organizacji samoobrony Ha-Szomer (pol. Strażnik) w Dolinie Jezreel.
Początki istnienia kibucu były niezwykle ciężkie. Niewielka ilość ziemi była bardzo słabej jakości i wymagała pilnego osuszenie bagien. Brakowało również drogi prowadzącej do kibucu, a podczas zimy dojazd praktycznie był niemożliwy - okolica zamieniała się w wielkie błota. Wszystko to wpływało na pogorszenie warunków życia, przyczyniając się do licznych chorób i zniechęcając pionierów. W rezultacie ich liczba szybko spadła z 80 do zaledwie 12 osób (pozostali przenieśli się tymczasowo do pobliskiej Afuli). Na początku 1929 roku amerykański filantrop John D. Rockefeller Jr. zaplanował wizytę na stanowisku archeologicznym w Megiddo. Grupa z Afuli zawarła wówczas porozumienie z Żydowskim Funduszem Narodowym, i dzięki wsparciu finansowemu wybudowali drogę przebiegającą wzdłuż południowej krawędzi Doliny Jezreel. Prowadziła ona przy kibucu Miszmar ha-Emek oraz wzgórzu Tell Megiddo, umożliwiając dojazd od strony portowego miasta Hajfa. Poprawiło to sytuację kibucu, umożliwiając jego dalszy rozwój. W rejonie narastał jednak konflikt izraelsko-arabski, który był szczególnie silnie odczuwany w tej południowo-zachodniej części Doliny Jezreel. Arabowie z tutejszych wiosek Abu Szusza, al-Ghubaja at-Tahta i al-Ghubaja al-Fauka zdecydowanie odmawiali sprzedaży ziemi organizacjom syjonistycznym, oraz byli wrogo nastawieni wobec powstających w okolicy żydowskim osadom. Podczas arabskich zamieszek w Palestynie w 1929 roku, kibuc Miszmar ha-Emek został zaatakowany przez grupę około 200 Arabów. Kibuc ocalał jedynie dzięki interwencji brytyjskiej policji mandatowej, która zmusiła jednak mieszkańców do opuszczenia kibucu do czasu uspokojenia się sytuacji. Po dziesięciu dniach powrócili oni do zniszczonego kibucu - spalono stodołę oraz rozkradziono zapas drewna. Wydarzenia te wzbudziły dużo emocji i wzbudziły publiczną debatę nad bezpieczeństwem żydowskiej społeczności w Mandacie Palestyny. Pionierzy rozpoczęli wtedy budowę systemu obronnego - wieży obserwacyjnej i palisady obronnej. Dzięki temu, podczas arabskiego powstania w Palestynie (1936–1939) napastnicy mogli zaszkodzić jedynie okolicznym uprawom rolnym (w maju 1936 r. wielokrotnie podpalano okoliczne pola oraz las), sam kibuc oraz jego mieszkańcy byli bezpieczni. W konsekwencji tych wydarzeń, żydowska organizacja samoobrony Hagana podjęła decyzję o utworzeniu własnej bazy szkoleniowej, by podnosić kwalifikacje swoich kadr dowódczych. W ten sposób, przy położonym na zachód od kibucu Miszmar ha-Emek, gospodarstwie Dżo’ara powstał ośrodek szkoleniowy Hagany. W latach 1938–1948 przeszkolenie przeszło ponad tysiąc oficerów, którzy później tworzyli podstawy Sił Obronnych Izraela. Podczas II wojny światowej Brytyjczycy utworzyli w Dolinie Jezreel kilka ważnych baz wojskowych - w 1942 roku na południowy zachód od miejscowości Afula powstała baza lotnicza RAF Megiddo, a na północny zachód baza lotnicza RAF Ramat Dawid. Powstanie tych bazy wiązało się ze wzrostem znaczenia strategicznego całej doliny. W tym samym czasie Brytyjczycy przystąpili do formowania żydowskich kompanii szturmowych Palmach. W kwietniu 1942 roku właśnie w kibucu Miszmar ha-Emek zorganizowano pierwszy kurs sabotażu dla komandosów kompanii Palmach. Ćwiczenia odbywały się wśród położonych na zachód od kibucu zalesionych wzgórz Wyżyny Manassesa i w otoczeniu bazy Dżo’ara. Gdy rok później Brytyjczycy zrezygnowali ze współpracy z Żydami i skonfiskowali broń, członkowie Palmach zaatakowali brytyjski magazyn broni w Hajfie, przejmując znaczną część uzbrojenia. Została ona ukryta w pobliżu Miszmar ha-Emek.
Poszukując skutecznego rozwiązania narastającego konfliktu izraelsko-arabskiego w dniu 29 listopada 1947 roku została przyjęta Rezolucja Zgromadzenia Ogólnego ONZ nr 181. Zakładała ona między innymi, że kibuc Miszmar ha-Emek miał znaleźć się w granicach nowo utworzonego państwa żydowskiego. Arabowie odrzucili tę Rezolucję i dzień później doprowadzili do wybuchu wojny domowej w Mandacie Palestyny. Na samym jej początku siły Arabskiej Armii Wyzwoleńczej zajęły pobliskie wioski i sparaliżowały żydowską komunikację w regionie. Następnie, w dniach od 4 do 14 kwietnia 1948 roku w okolicy doszło do bitwy o Miszmar ha-Emek. Dowodzeni przez Fauziego al-Kawukdżiego Arabowie po raz pierwszy użyli tutaj artylerii (było to 7 dział należących do syryjskiej armii). Dzięki brytyjskiej mediacji zdołano ewakuować wszystkie kobiety i dzieci z oblężonego kibucu. Pozostałe na miejscu siły żydowskiej Hagany zdołały odeprzeć arabski atak i utrzymały kibuc. Po pięciu dniach walk, jednostki Palmach zdołały przeprowadzić z rejonu Dżo’ara kontratak, przejmując inicjatywę i rozstrzygając losy bitwy na swoją korzyść. W całej bitwie obrońcy stracili 26 ludzi, i zajęli szereg okolicznych wiosek arabskich - w dniu 8 kwietnia 1948 al-Ghubaja al-Fauka i al-Ghubaja at-Tahta, a dzień później Abu Szusza. Izraelczycy w ten sposób zdominowali całą okolicę. Podczas I wojny izraelsko-arabskiej w dniu 24 grudnia 1948 roku kibuc zaatakowały cztery irackie samoloty. Ich piloci starali się zaatakować pobliską bazę lotniczą Ramat Dawid, jednak bomby zrzucili na Miszmar ha-Emek. Trafiony został główny budynek jadalni kibucu, w którym zginęły 4 osoby (w tym troje dzieci). Wydarzenie to ciężko odbiło się na mieszkańcach, którzy wciąż nie potrafili otrząsnąć się jeszcze z traumy arabskiego ataku sprzed ośmiu miesięcy. Po wojnie bardzo szybko odbudowano zniszczenia wojenne i przyjęto nowych imigrantów. W latach 70. XX wieku zawarto porozumienie o współpracy gospodarczej z pobliskim kibucem Galed.

## Demografia
Większość mieszkańców kibucu jest Żydami, jednak nie wszyscy identyfikują się z judaizmem. Tutejsza populacja jest świecka.

## Gospodarka i infrastruktura
Gospodarka kibucu opiera się na intensywnym rolnictwie i turystyce. Spółka Tama Plastic Industry jest efektem współpracy z kibucem Gal'ed. Głównym obszarem działalności jest produkcja opakowań dla potrzeb rolnictwa. Poza tym produkowane są trawniki dla przemysłu i gospodarstw domowych, wraz ze wszystkimi potrzebnymi akcesoriami. Firma IDEA Information Systems jest wiodącym międzynarodowym dostawcą zintegrowanych systemów oprogramowania komputerowego do ochrony i zarządzania archiwami, bibliotekami i muzeami. Spółka zyskała duże uznanie po opracowaniu w 2000 roku systemu dla Jad Waszem, a w 2003 roku dla Muzeum Izraela. W kibucu znajduje się przychodnia zdrowia, sklep wielobranżowy oraz warsztat mechaniczny.

## Transport
Z kibucu wyjeżdża się na północny wschód na drogę nr 66, którą jadąc na południowy wschód dojeżdża się do moszawu Midrach Oz, lub jadąc na północny zachód do kibucu Ha-Zore’a. W kierunku zachodnim prowadzi droga nr 6953 do kibucu En ha-Szofet na Wyżynie Manassesa.

## Edukacja  i kultura
Kibuc utrzymuje przedszkole. Starsze dzieci są dowożone do szkoły podstawowej i średniej w kibucu En ha-Szofet. W kibucu znajduje się ośrodek kultury z biblioteką, basen kąpielowy, sala sportowa oraz boisko do piłki nożnej.

## Turystyka
Przy kibucu znajduje się zbudowany w 1989 roku park rozrywki i pamięci Jaskinia Palmach. Jest on położony w ukryciu wśród drzew i krzewów typowych dla wzgórz Wyżyny Manassesa. Odtworzono tutaj atmosferę z czasów działalności jednostek Palmach. Specjalny park linowy zapewnia liczne atrakcje, a jednocześnie przypomina metody szkolenia komandosów. Organizowane są także wycieczki piesze po okolicy. Są tutaj także organizowane kursy szkoleniowe programu Gadna. W 2006 roku na położonym na zachodzie wzgórzu Giwat Ka’at (253 m n.p.m.) wzniesiono pomnik poświęcony pamięci poległym obrońcom kibucu. Centralne miejsce pomnika zajmuje wieża widokowa, z której roztacza się panorama na całą Dolinę Jezreel. Z kibucu można również organizować piesze lub rowerowe wycieczki do położonych na zachodzie wzgórz Wyżyny Manassesa. Obszar całej wyżyny stanowi od 2011 roku rezerwat biosfery UNESCO. Rezerwat biosfery obejmuje obszary zalesione, źródła strumieni, wzgórza wulkaniczne i stanowiska archeologiczne.